# Семсовхоз
Семсовхоз — посёлок в Кунгурском районе Пермского края, административный центр Голдыревского сельского поселения.

## География
Посёлок находится в южной части Кунгурского района примерно в 14 километрах от центра Кунгура на юго-восток.

## Климат
Климат умеренно-континентальный с продолжительной снежной зимой и коротким, умеренно-тёплым летом. Средняя температура июля составляет +17,8 °С, января −15,6 °С. Среднегодовая температура воздуха составляет + 1,3°С. Средняя продолжительность периода с отрицательными температурами составляет 168 дней и продолжительность безморозного периода 113 дней. Среднее годовое количество осадков составляет 539 мм.

## История
Возник в 1931 году как посёлок семеноводческого совхоза имени Кабакова (сокращенно семсовхоз).

## Население
Постоянное население составляло 557 человек в 2002 году (91 % русские), 480 человек в 2010 году.